# Jedi
Els jedi, o més formalment, els cavallers jedi, són uns personatges imaginaris de la saga cinematogràfica i literària la Guerra de les Galàxies. Els jedi són posseïdors d'unes capacitats especials, que els dona el seu contacte conscient o quasi conscient amb «la Força», una energia que emana de totes les formes vives, amara tot l'univers i l'unifica. Aquest contacte, o aquesta relació especial fa que puguin manipular la Força per aconseguir uns efectes extraordinaris, però al mateix temps la Força també controla parcialment el seu destí. La Força té ressonàncies de la religió xinto del Japó, i en determinats conceptes dels antics cultes druídics cèltics.

## Organització
La formació dels Jedi té quatre nivells, el primer és l'iniciat, que és assignat a la tutela d'un Mestre Jedi que cuida de diversos a un mateix temps, el segon padawan, que s'adquireix quan el futur Jedi és escollit per un Cavaller Jedi, que serà el seu mestre, el tercer nivell és jedi i el quart cavaller Jedi. Un Padawan sol viatjar amb el seu Mestre resolent conflictes i s'ha de ser escollit abans dels 14 anys i dur una trena llarga en la part esquerra, que neix darrere de l'orella. Quan passen de nivell, aquesta és tallada.
Els jedi s'enquadren en una organització anomenada l'Orde Jedi, i durant "milers de generacions" han estat els guardians de la República Galàctica, fins a la transformació d'aquesta en l'Imperi Galàctic. Aquesta organització sembla inspirada en el model dels ordes militars de l'edat mitjana, com els templers o els hospitalers, en què s'intentava compatibilitzar la vida religiosa i de contemplació amb la defensa, manu militari si calia, del que es considerava el Bé, la Veritat i la Justícia. Els cavallers jedi segueixen el costat lluminós de la Força, relacionat amb la conservació i l'aprenentatge, però aquest no és l'únic costat de la Força, ja que també hi ha un costat fosc, on es pot anar a parar seguint els sentiments agressius, l'odi i la ràbia, especialment perillós perquè en el primer moment sembla el camí més senzill i més fàcil, encara que a la llarga té uns efectes terribles en el cos del seguidor del camí fosc, com es pot apreciar en l'aspecte de l'emperador Palpatine en el film El retorn del Jedi. Hom podria pensar que la Força reacciona a l'equilibri emocional intern de l'usuari de la Força, i el magnifica, encara que a mesura que Luke Skywalker avança en el coneixement de la Força, -no ja en els films, sinó en les novel·les publicades ambientades en els temps posteriors al triomf de la rebel·lió i l'establiment de la Nova República, arriba a la conclusió que no només hi ha dos costats de la força, sinó que entremig hi ha una infinitat de grisos, i que és responsabilitat de cadascú trobar el seu propi camí i seguir-lo.
En tant que els jedis no només defensen la República, sinó que també promouen el desenvolupament espiritual, la seva conducta segueix unes normes molt estrictes. Entre d'elles destaca la seva impossibilitat d'enamorar-se i l'obligatòria castedat. Aquestes limitacions són seguides en tant que els Jedi no poden estimar determinades persones per sobre d'altres, cosa que impossibilita l'amor. Si un Jedi estimés més una persona podria tenir molta por de perdre-la, i la por encegaria la raó, pel que podria posar en perill la República degut als grans poders que tenen els Jedi. L'incompliment d'aquesta norma és el principal fet que desencadena la conversió d'Anakin Skywalker en Darth Vader.
Els jedis caiguts, o jedis foscos, en temps històrics també es van organitzar en un orde, l'Orde Sith, que va entrar ràpidament en conflicte amb l'Orde Jedi i va ser aparentment destruït en la batalla de Ruusan, encara que un mestre Sith, Darth Bane, va sobreviure i va reconstruir l'Orde en secret. Va romandre així més de mil anys, fins que va tornar a fer-se públic durant el conflicte del bloqueig al planeta Naboo. L'arma tradicional dels jedis és l'espasa de llum.

## Informació general
Com es mostra en el Cànon, els Jedi estudien i utilitzen un poder místic anomenat la  Força per tal d'ajudar i protegir les persones necessitades. Els membres Jedi, coneguts com a Cavallers Jedi, respecten totes les formes de vida i protegeixen a aquells que no poden fer-ho per si mateixos, lluiten per solucions pacífiques i no combatives davant els altercats que es troben i lluiten només en defensa pròpia i per la defensa dels que protegeixen. Igual que els seus homòlegs, els Sith, la seua principal arma és l'espasa de llum. Entrenant la ment i el cos el Jedi busquen millorar amb l'accés sense restriccions a la força i al mateix temps tracten de millorar els individus i grups amb els quals entren en contacte.

### Etimologia
La paraula "jedi" es diu que va ser adaptada per George Lucas del japonès 時代劇 (jidaigeki) (que significa 'dramatització d'època' sobre samurais), o potser inspirat en les paraules Jed (Rei) i Jeddak (Emperador) en la saga Barsoom d'Edgar Rice Burroughs, unes publicacions que Lucas considerava adaptar al cinema.